# Microrregión de Fernando de Noronha
La microrregión de Fernando de Noronha es una de las cuatro  microrregiones de la Mesorregión Metropolitana del Recife en el estado brasileño de Pernambuco.

## Municipios
- Fernando de Noronha

- Datos: Q2471056